# 硫磺島級兩棲突擊艦
硫磺岛级两栖攻击舰（英語：Iwo Jima-class amphibious assault ship）是美国海军的两栖攻击舰。该级是美国海军首型专门设计和建造的兩棲突擊艦，艦船分類符號為“LPH”（Landing Platform Helicopter），意为直昇機平台登陸艦。首舰于1961年服役，最后一艘已于2002年退役。

## 设计

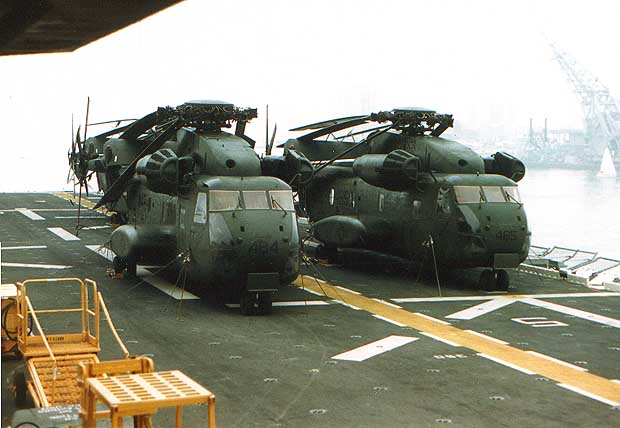
“仁川号”上的两架CH-53海种马直升机。

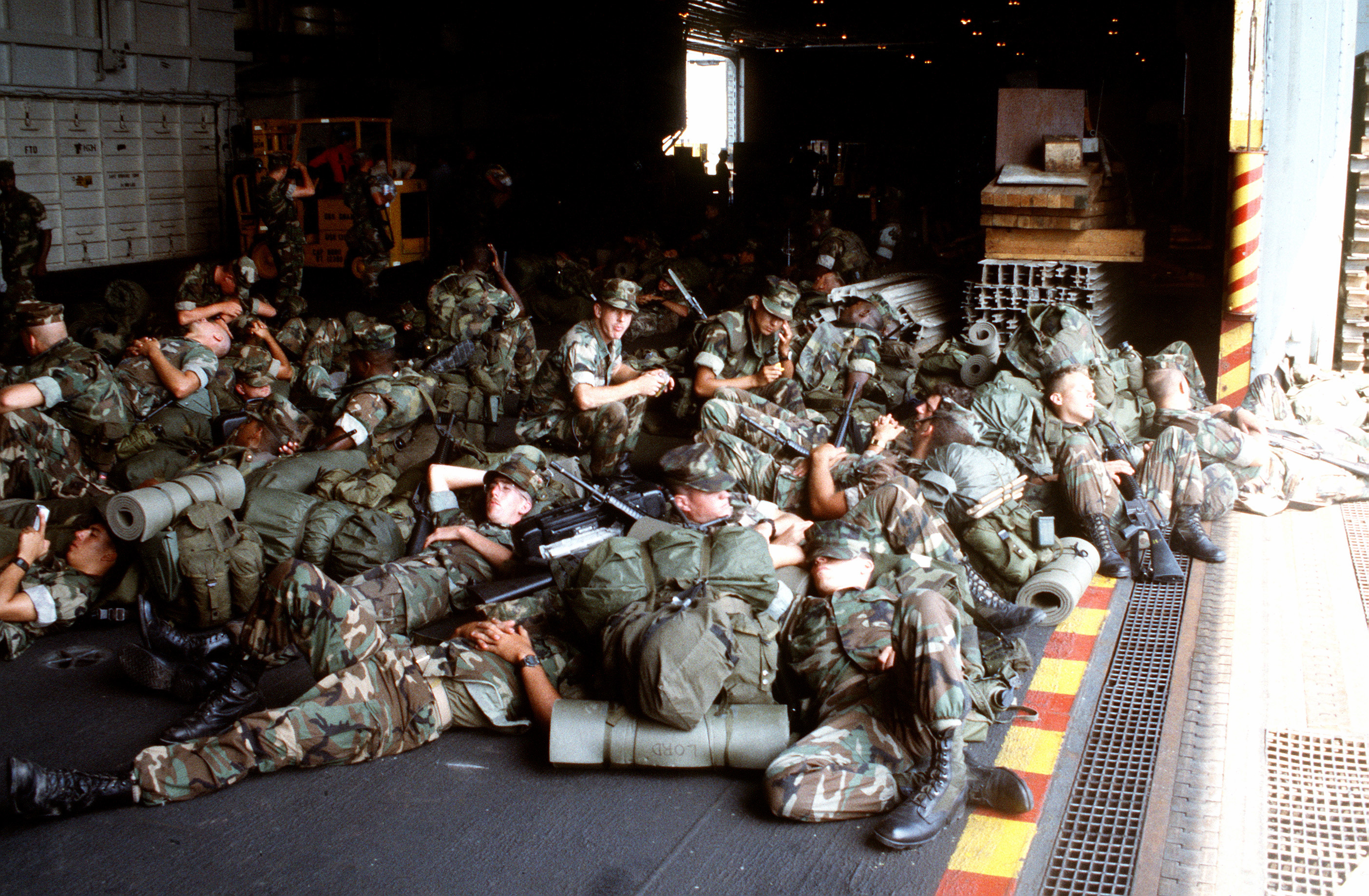
沙漠之盾行动期间，美国海军陆战队在“关岛”号上休息。

### 航空性能
硫磺岛级两栖攻击舰的飞行甲板长183.7米，宽31.7米，设置了7个直升机起降点。甲板上可停放7架中型CH-46海骑士直升机或大型CH-53海种马直升机。 由于它是仅设计成直升机登陆舰，它没有配备弹射器和阻拦索等固定翼飞机的操作设备。
它在左舷中央和右舷舰岛后各安装了一台直升机升降机，此外还有两台小型弹药升降机。其机库可以放置20架CH-46海骑士直升机或者11架CH-53海种马直升机。4号舰“关岛”号曾试验过鹞式战斗机的垂直起降。

### 运输性能
硫磺岛级两栖攻击舰可以装载一个营级规模的登陆队，包括193名军官和1,806名士兵。该舰有279平方米的车辆甲板和1120立方米的货物装载空间，这些区域和机库是分隔开的。
该型两栖攻击舰没有设计可放置登陆艇的坞舱，仅可以通过直升机或者陪同的运输船、登陆舰进行运输任务。在1960年代中期的重新评估中，发现该舰缺乏重装备的登陆能力，且在暴风雨天气下的无法执行任务。后续在7号舰“仁川号”上后部甲板上放置了两艘LCVP登陆艇。因为对该舰两栖登陆能力的不满，后续推出了塔拉瓦级两栖攻击舰。
该舰还提供了充足的医疗设施，可以为300名伤员提供医疗空间。

## 同级舰
| 舷号   | 舰名                           | 入役            | 退役            | 命名由来         | 结局               |
| ------ | ------------------------------ | --------------- | --------------- | ---------------- | ------------------ |
| LPH-2  | 硫磺岛号 USS Iwo Jima          | 1961年 8月26日  | 1993年 7月14日  | 硫磺岛战役       | 1996年拆解         |
| LPH-3  | 冲绳号 USS Okinawa             | 1962年 4月14日  | 1992年 12月17日 | 冲绳岛战役       | 2002年作为靶船击沉 |
| LPH-7  | 瓜达尔卡纳尔号 USS Guadalcanal | 1963年 7月20日  | 1994年 8月31日  | 瓜達康納爾岛战役 | 2005年作为靶船击沉 |
| LPH-9  | 关岛号 USS Guam                | 1965年 1月16日  | 1998年 8月25日  | 关岛战役         | 2001年作为靶船击沉 |
| LPH-10 | 的黎波里号 USS Toripoli        | 1966年 8月6日   | 1995年 9月8日   | 的黎波里战争     | 2018年拆解         |
| LPH-11 | 新奥尔良号 USS New Orleans     | 1968年 11月16日 | 1997年 10月1日  | 新奥尔良之战     | 2010年作为靶船击沉 |
| LPH-12 | 仁川号 USS Inchon              | 1970年 6月20日  | 2002年 6月20日  | 仁川登陆战       | 2004年作为靶船击沉 |

除此以外，还有5艘由航母或护航航母改装的舰艇也使用LPH的舷号，并编入该级。分别是：
| 舷号  | 舰名                        | 改装自                     |
| ----- | --------------------------- | -------------------------- |
| LPH-1 | 布洛克岛号 USS Block Island | 科芒斯曼特湾级护航航空母舰 |
| LPH-4 | 拳师号 USS Boxer            | 埃塞克斯级航空母舰         |
| LPH-5 | 普林斯顿号 USS Princeton    | 埃塞克斯级航空母舰         |
| LPH-6 | 忒提斯湾号 USS Thetis Bay   | 卡萨布兰卡级护航航空母舰   |
| LPH-8 | 福吉谷号 USS Valley Forge   | 埃塞克斯级航空母舰         |